# 2022年世界ジュニアバドミントン選手権大会
2022年世界ジュニアバドミントン選手権大会（BWF World Junior Championships 2022）は、2022年10月24日から10月30日までサンタンデールで開催された世界ジュニア選手権である。会場はパラシオ・デ・デポルテス・デ・サンタンデール。

## 競技結果
| 種目           | 金            | 銀                                                          | 銅                                            |
| -------------- | ------------- | ----------------------------------------------------------- | --------------------------------------------- |
| 混合団体       | 韓国          | チャイニーズタイペイ                                        | インドネシア                                  |
| 混合団体       | 韓国          | チャイニーズタイペイ                                        | 日本                                          |
| 男子シングルス | 郭冠麟        | サンカル・スブラマニアン                                    | 金炳宰                                        |
| 男子シングルス | 郭冠麟        | サンカル・スブラマニアン                                    | パニチャフォン・ティーララサクル              |
| 女子シングルス | 宮崎友花      | 袁安琪                                                      | 吉川天乃                                      |
| 女子シングルス | 宮崎友花      | 袁安琪                                                      | エスター・ヌルミ・トリ・ワルドヨ              |
| 男子ダブルス   | 徐化雨 朱一珺 | プトラ・エルウィアンシャー パトラ・ハラパン・リンドリンド   | 趙松炫 朴範秀                                 |
| 男子ダブルス   | 徐化雨 朱一珺 | プトラ・エルウィアンシャー パトラ・ハラパン・リンドリンド   | アピルク・ガテラホン ウィチャヤ・ジンタムッタ |
| 女子ダブルス   | 劉聖書 王汀戈 | メイリサ・トリアス・プスピタ・サリ ラヘル・アレシア・ローズ | 木山琉聖 室屋奏乃                             |
| 女子ダブルス   | 劉聖書 王汀戈 | メイリサ・トリアス・プスピタ・サリ ラヘル・アレシア・ローズ | 石川心菜 清瀬璃子                             |
| 混合ダブルス   | 朱一珺 劉聖書 | 廖品逸 黄可欣                                               | 沈烜垚 李茜                                   |
| 混合ダブルス   | 朱一珺 劉聖書 | 廖品逸 黄可欣                                               | 虞浩 覃惠芷                                   |